# SliTaz
SliTaz ist eine unabhängig entwickelte, minimale Linux-Distribution mit einer kompletten grafischen Oberfläche und einem eigenen Paketsystem. SliTaz ist eine der kleinsten Linux-Distributionen und gehört zu den kleinsten modernen Betriebssystemen überhaupt mit einer vollständigen grafischen Oberfläche, das ISO-Image hat eine Größe von ca. 40 MiB. Der Name ist ein Akronym für Simple Light Incredible Temporary Autonomous Zone.

## Merkmale
SliTaz kann als Live-System gebootet werden oder wird auf der Festplatte installiert, beim Bootvorgang wird das gesamte System in das RAM geladen. Wurde von einer CD-ROM gebootet, kann die nach dem Booten entfernt werden, das Laufwerk steht dann wieder zur Verfügung. Da das System im RAM läuft, kann auch auf alten Rechnern flüssig gearbeitet werden, Programme starten auch auf PCs mit langsamen Festplatten rasch. SliTaz bietet eine vollständige und schnelle grafische Oberfläche bei minimalen Hardwareanforderungen.

### Hardware-Voraussetzungen
Die aktuelle Version benötigt mindestens 256 MiB RAM. Installiert auf der Festplatte belegt das System ca. 100 MiB. Für ältere Rechner, die insbesondere in Bezug auf die Kapazität des RAM den Mindestanforderungen nicht genügen, existiert eine verkleinerte Ausgabe, die Loram-Version. Es gibt die Loram-Version für Systeme ab 24 MiB oder 128 MiB RAM, bei denen die CD-ROM nicht ausgeworfen werden kann.

### Praxis
Um beim Betrieb von einer CD-ROM die volle Funktionalität zu erhalten, lassen sich persönliche Dokumente und Einstellungen auf externen Medien wie zum Beispiel einem USB-Stick oder einer Festplatte speichern.
SliTaz kann über ein eigenes Paketsystem erweitert werden. Über den Paketmanager Tazpkg, der mittlerweile über eine GUI verfügt, lässt sich Software einfach verwalten. Mehr als 2300 Pakete in der Stable- und 2400 Pakete in der Cooking-Version stehen in den Archiven zur Verfügung.

## Versionen
SliTaz wird in zwei Versionen veröffentlicht: Einer stabilen (momentan 4.0), sowie einer Cooking-Version. Beide sind voll funktionsfähig. SliTaz Cooking ist ein Snapshot der laufenden Entwicklung von SliTaz. Es ist vollständig benutzbar und erlaubt das Testen der neuesten eingebundenen Veränderungen und Anwendungen.
Zudem besteht durch das integrierte Tool Tazlito die Möglichkeit, eine eigene, modifizierte Live-CD zu erstellen, sogenannte Flavors.

### SliTaz 1.0
SliTaz 1.0 ist das erste stabile Release, das veröffentlicht wurde. Es nutzt JWM (Joe's Window Manager) als Fenstermanager, EmelFM2 und das LXpanel. Der Kernel hat die Version 2.6.24.2.

### SliTaz 2.0
Der Linux-Kernel hat die Version 2.6.25.5. Es kommen binutils-2.17.50, glibc-2.7 und gcc-4.2.3 als Toolchain zum Einsatz. Außerdem gibt es auch eine Unterstützung für das NTFS-Dateisystem.

### SliTaz 3.0
Verfügt über den Linux-Kernel-Version 2.6.30.6.

### SliTaz 4.0
Verfügt über den Linux-Kernel-Version 2.6.37

### SliTaz Cooking
Verfügt über den Linux-Kernel-Version 3.16.55.

### SliTaz Loram
Mit dieser Version bieten die Entwickler eine Live-CD für Rechner an, die den Mindestanforderungen an den Arbeitsspeicher nicht genügen. Diese Version wurde mit TazLito erstellt.